# برودرسبی (شلسویگ-فلنسبورگ)
برودرسبی (به آلمانی: Brodersby) یک شهر در آلمان است که در شلسویگ-فلنسبورگ واقع شده‌است. برودرسبی ۴۹۳ نفر جمعیت دارد.